# 立川電業
立川電業株式会社（たちかわでんぎょう）は、かつて「ALEX立川電業」の屋号で東京都西部に家電量販店を営業していた日本の企業。

## 概要
1970年代には『南京玉すだれ』の替え歌に乗って七福神をイメージしたキャラクターが登場するアニメーションのCM、1980 - 90年代初頭頃には車掌風のナレーションと最寄駅の駅名標の映像とともに後述する各店舗を紹介するCMが関東ローカル（前者はNETテレビ（→テレビ朝日）や東京12チャンネル（→テレビ東京）を中心に、後者は主にテレビ東京）で放送されていた。また、全編英語ナレーションのCMも放送されていた。
既に現在までに全店舗が閉店しており家電量販店事業から撤退。法人としての立川電業は撤退以後も不動産賃貸業を行う企業として存続し、2015年10月以降は法人番号が指定・登録されていたが、2025年1月31日をもって会社法472条に基づく登記官職権による登記閉鎖（「企業情報」の法人番号公表サイトへのリンク先を参照）となり、法人として解散となっている。

### 店舗
店舗は立川本店、福生店、武蔵境店、八王子店の4店舗が存在した。立川本店が入っていた建物は現在も「ICHIGO-M1ビル」として現存しており、松屋立川錦町店などが入居している。また、同ビルは前述した登記閉鎖時まで登記上の本店所在地でもあり、建物屋上には現在も「ALEX立川電業」の看板が残置されている。
| スタブアイコン | サブスタブ | この項目は、まだ閲覧者の調べものの参照としては役立たない、企業に関連した書きかけの項目です。この項目を加筆・訂正などしてくださる協力者を求めています（PJ:経済）。 |